# Aracatu
Aracatu là một đô thị thuộc bang Bahia, Brasil. Đô thị này có diện tích 1535,89 km², dân số năm 2007 là 13815 người, mật độ 8,99 người/km².